# 韋爾貝 (日托米爾州)
韋爾贝（烏克蘭語：Верби），是烏克蘭北部的村莊，隸屬日托米爾州的茲維亞赫爾區巴拉希市镇。該村面積0.52平方公里，海拔高度225米，2001年人口44，人口密度每平方公里84.13人。